# Ẩm thực Thụy Điển

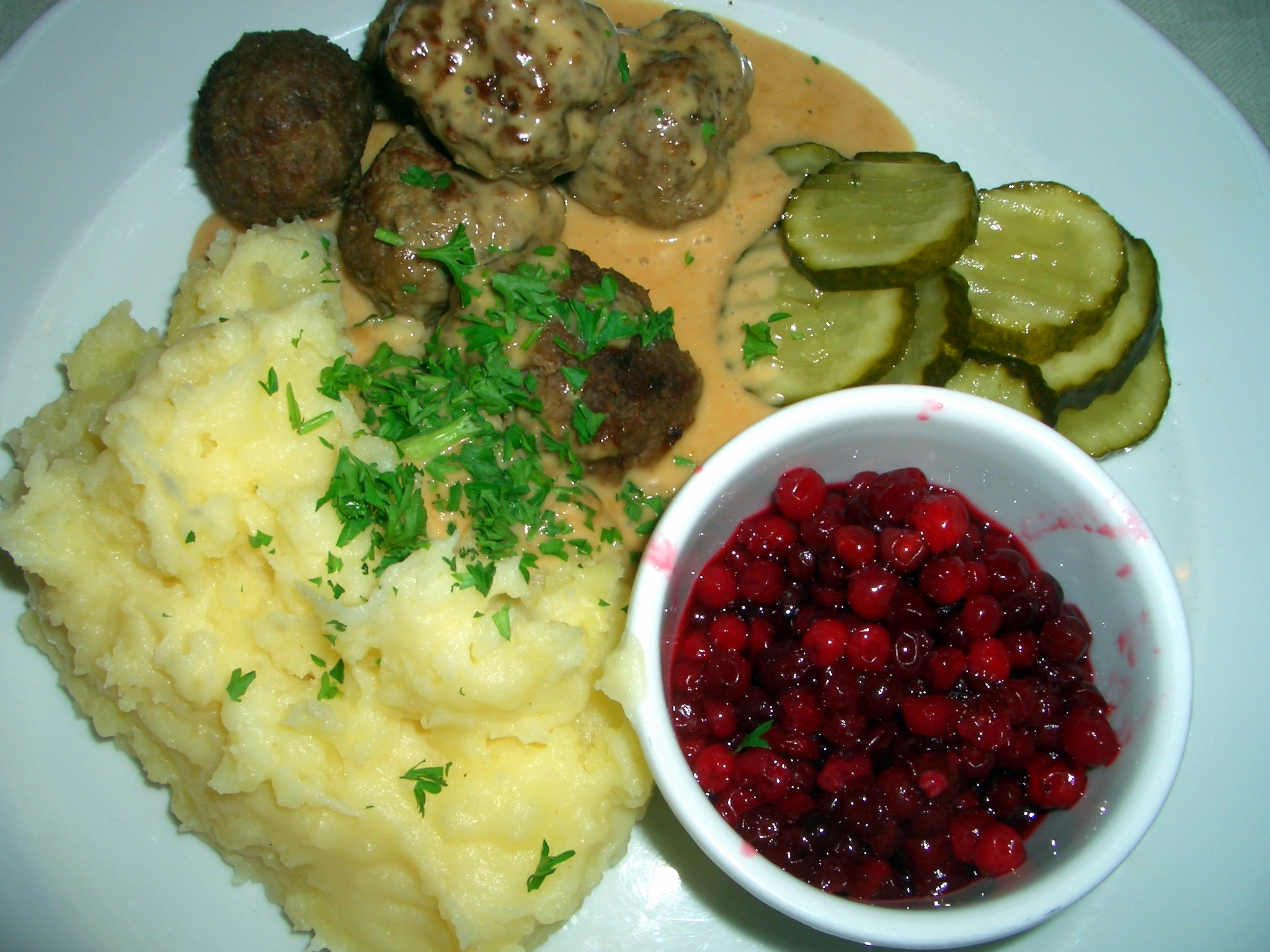
Thịt viên Thụy Điển với xốt kem, Khoai tây nghiền, đồ muối, dưa chuột muối, và mứt vaccinium vitis-idaea

Ẩm thực Thụy Điển chủ yếu là món thịt, cá với khoai tây. Bên cạnh đó khoai tây phổ biến, ẩm thực Thụy Điển hiện đại là một mức độ lớn dựa trên các loại bánh mì.

## Đặc điểm chung

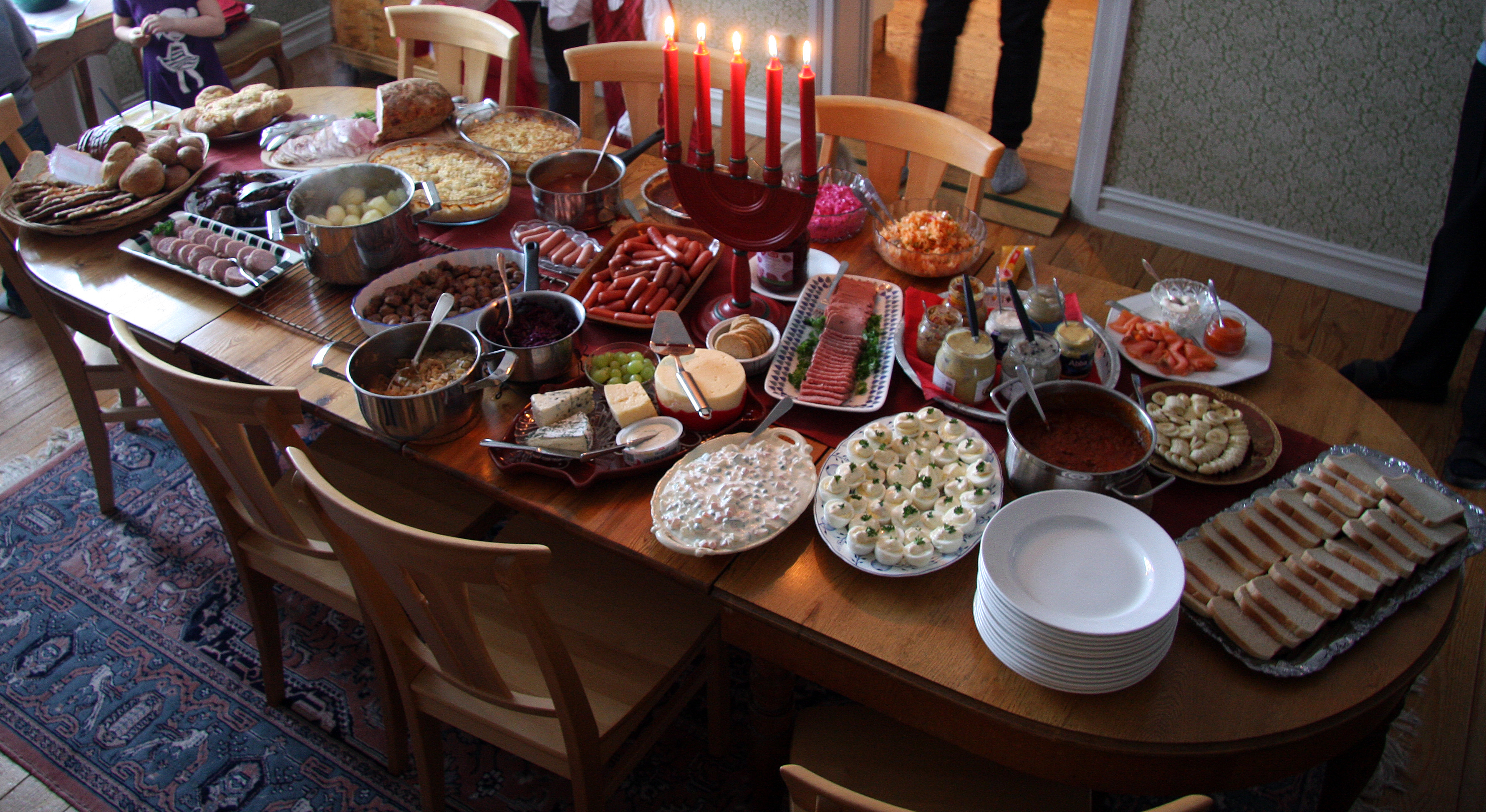
Julbord truyền thống, hay bàn ăn Giáng Sinh.

Ẩm thực Thụy Điển có thể được mô tả là xoay quanh các sản phẩm từ sữa, bánh mì giòn và mềm (thường có đường), quả mọng và quả hạch, thịt bò, thịt gà, thịt cừu, thịt lợn, và hải sản. Khoai tây thường được dùng làm món ăn thêm, và người ta thường luộc nó. Ẩm thực Thụy Điển có rất nhiều loại bánh mì với hình dáng và kích cỡ khác nhau, làm từ lúa mạch đen, lúa mì, yến mạch, bột chua đen hoặc trắng, hoặc nguyên cám, và bao gồm cả bánh mì dẹt và bánh mì giòn. Có nhiều loại bánh mì ngọt hoặc tẩm gia vị. Có nhiều món từ thịt, đặc biệt là thịt viên, thường được dùng với mứt baccinium vitis-idaea. Súp hoa quả thường đặc, như là súp nụ tầm xuân và súp việt quất đen (blåbärssoppa) dùng nóng hoặc lạnh là các món điển hình trong ẩm thực Thụy Điển. Bơ và bơ thực vật là các nguồn chất béo cơ bản, mặc dù dầu ô liu cũng đang trở nên phổ biến hơn. Bánh truyền thống của Thụy Điển gồm các loại bánh bao, bánh quy, bánh ngọt; nhiều trong số chúng có nhiều đường và thường được dùng với cà phê (fika) và rất phổ biến ở Thụy Điển.

## Món ăn

### Bữa ăn

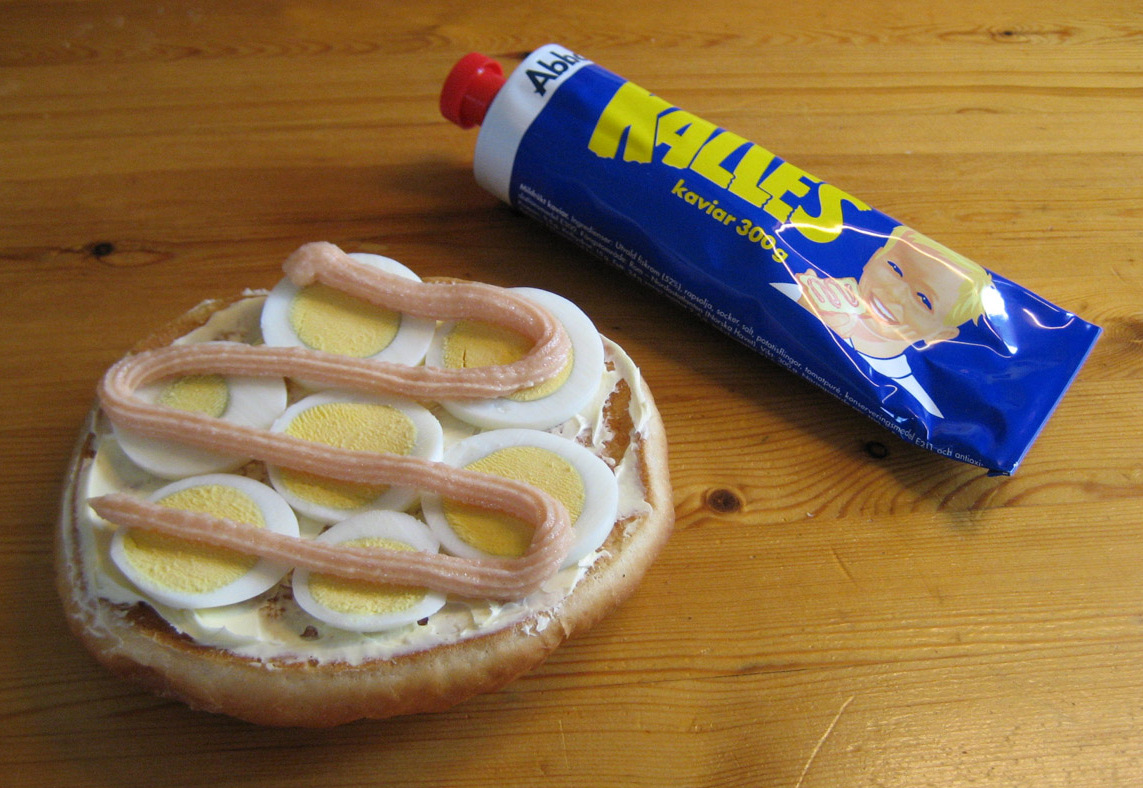
Bánh kẹp mở với trứng luộc chín và trứng cá tuyết từ tuýp

Bữa ăn bao gồm bữa sáng vào sáng sớm (frukost), bữa trưa (lunch), và một bữa tối lớn (middag) khoảng 6 hoặc 7 giờ tối. Ăn nhẹ giữa các bữa ăn cũng phổ biến, thường là bánh kẹp hoặc hoa quả (mellanmål). Trong tất cả các trường tiểu học, và hầu hết thường cấp hai, một bữa nóng được phục vụ vào bữa trưa là một phần của nhà nước phúc lợi của Thụy Điển. Hầu hết người Thụy Điển uống cà phê vào buổi chiều, thường uống cùng với bánh (fika).

### Món chính

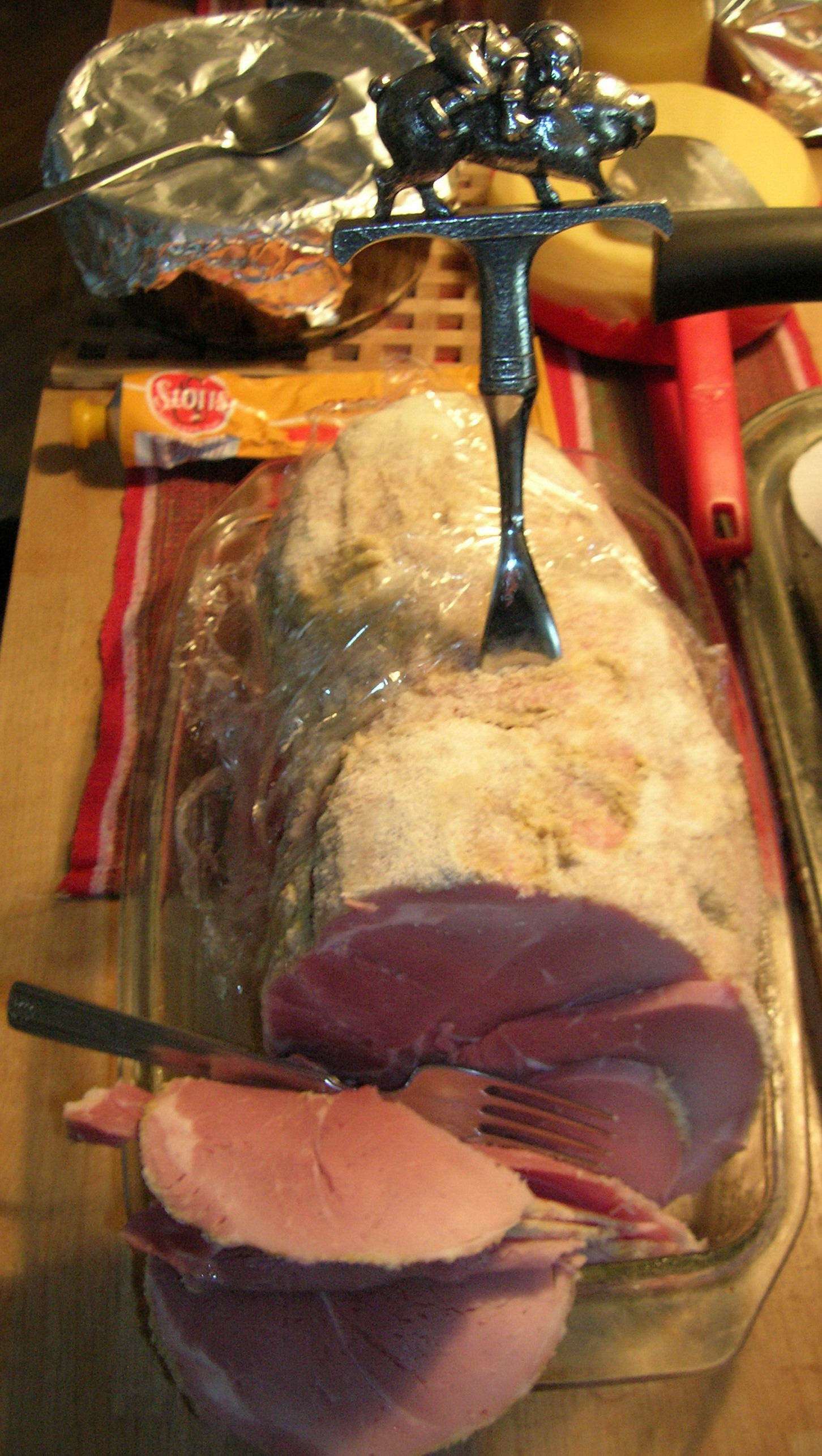
Giăm bông Giáng Sinh truyền thống ở Thụy Điển

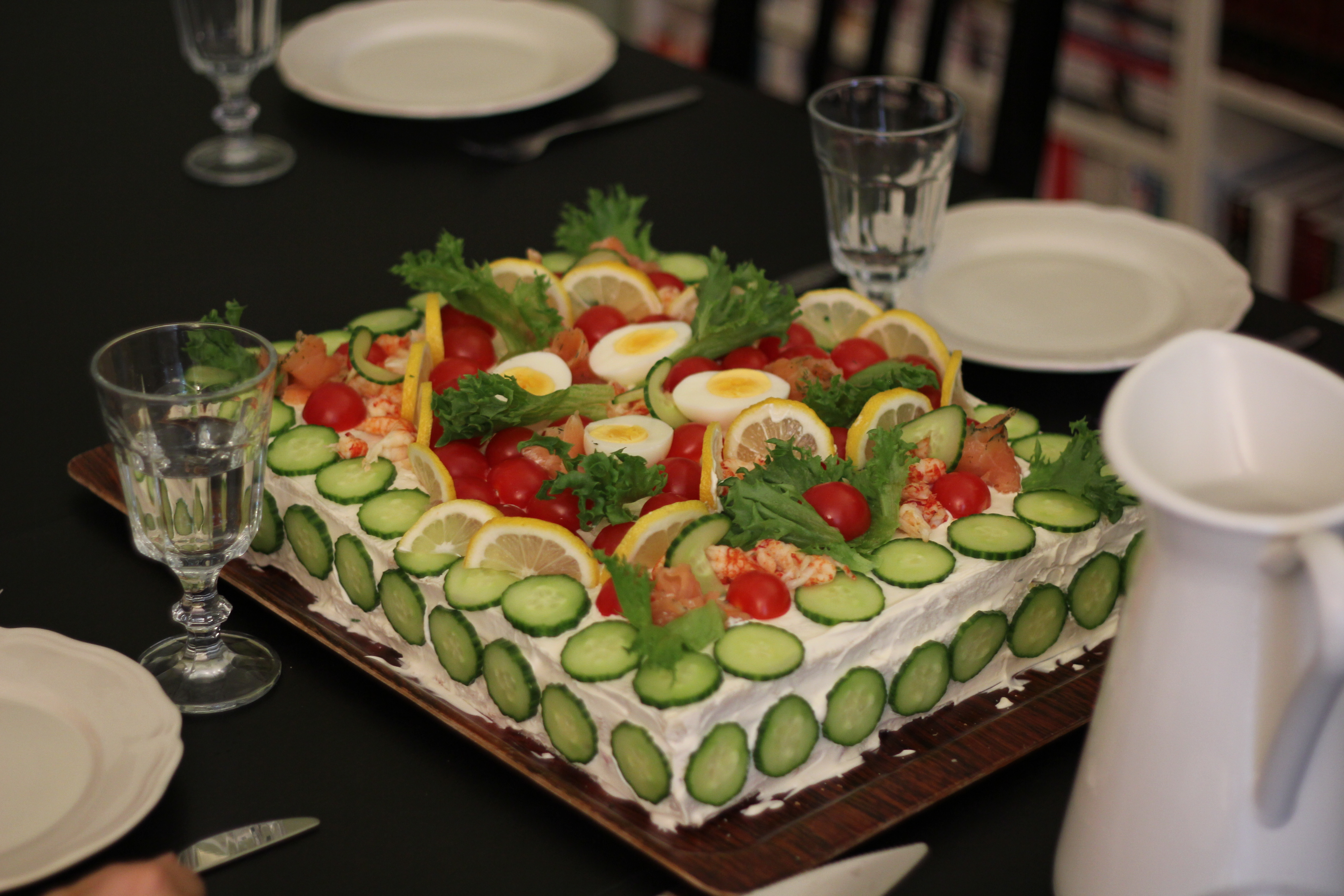
Một đĩa smörgåstårta, hay bánh kẹp, thường món ăn trong bữa tiệc

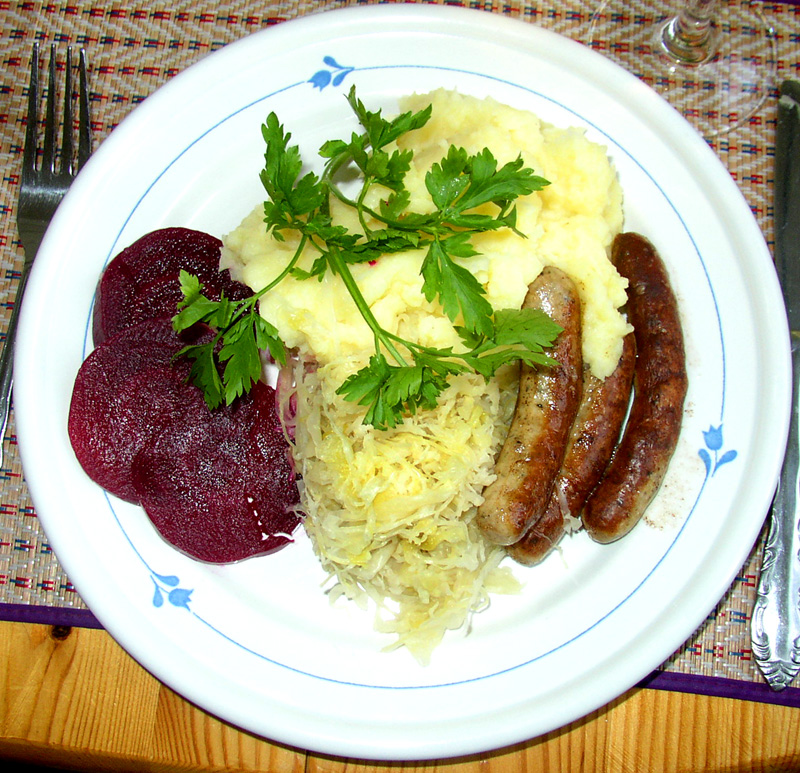
Một đĩa isterband (xúc xích), mashed potato, pickled beets and saurkraut

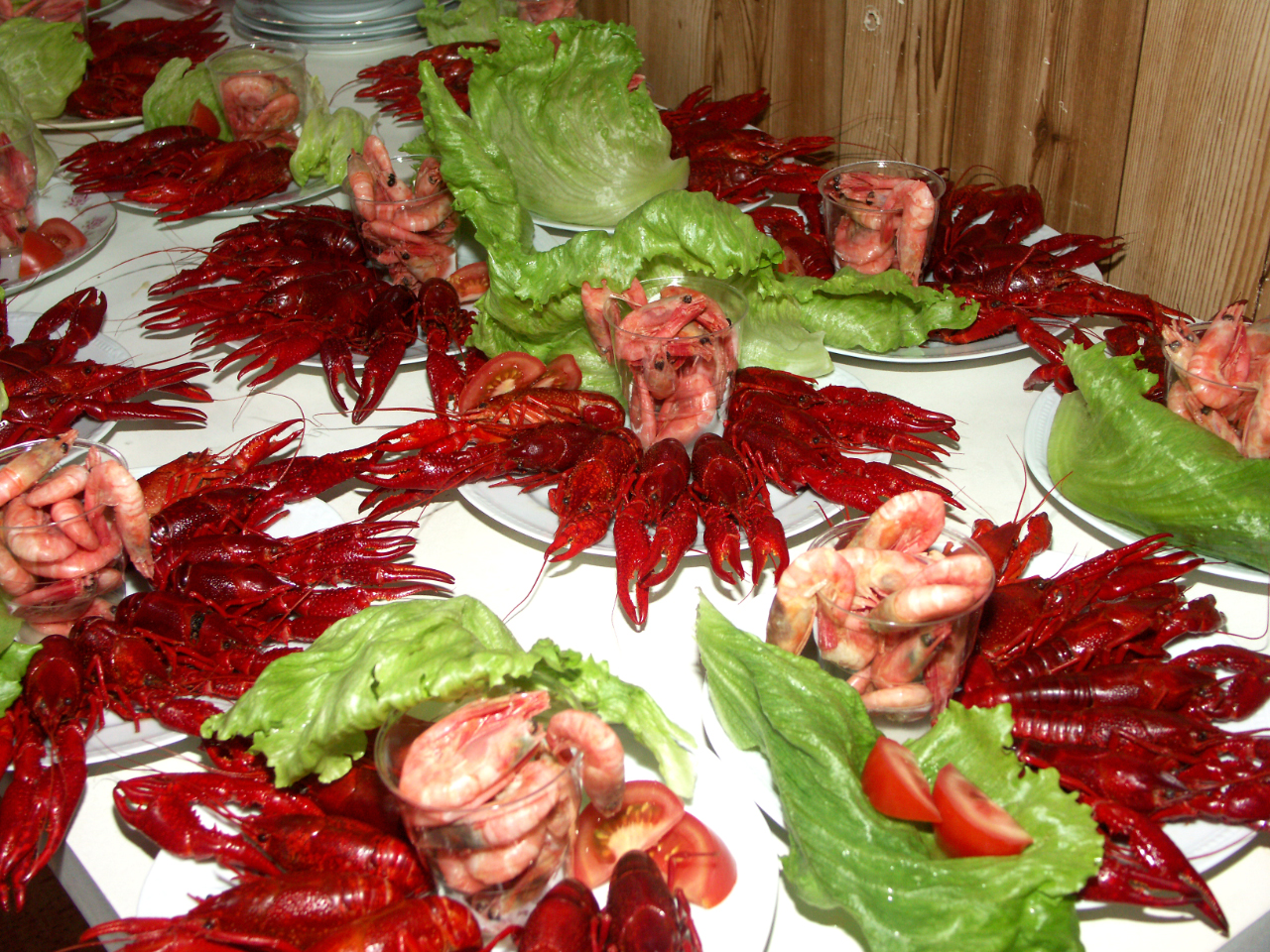
Món ăn từ tôm hùm đất có tên là Kräftskiva

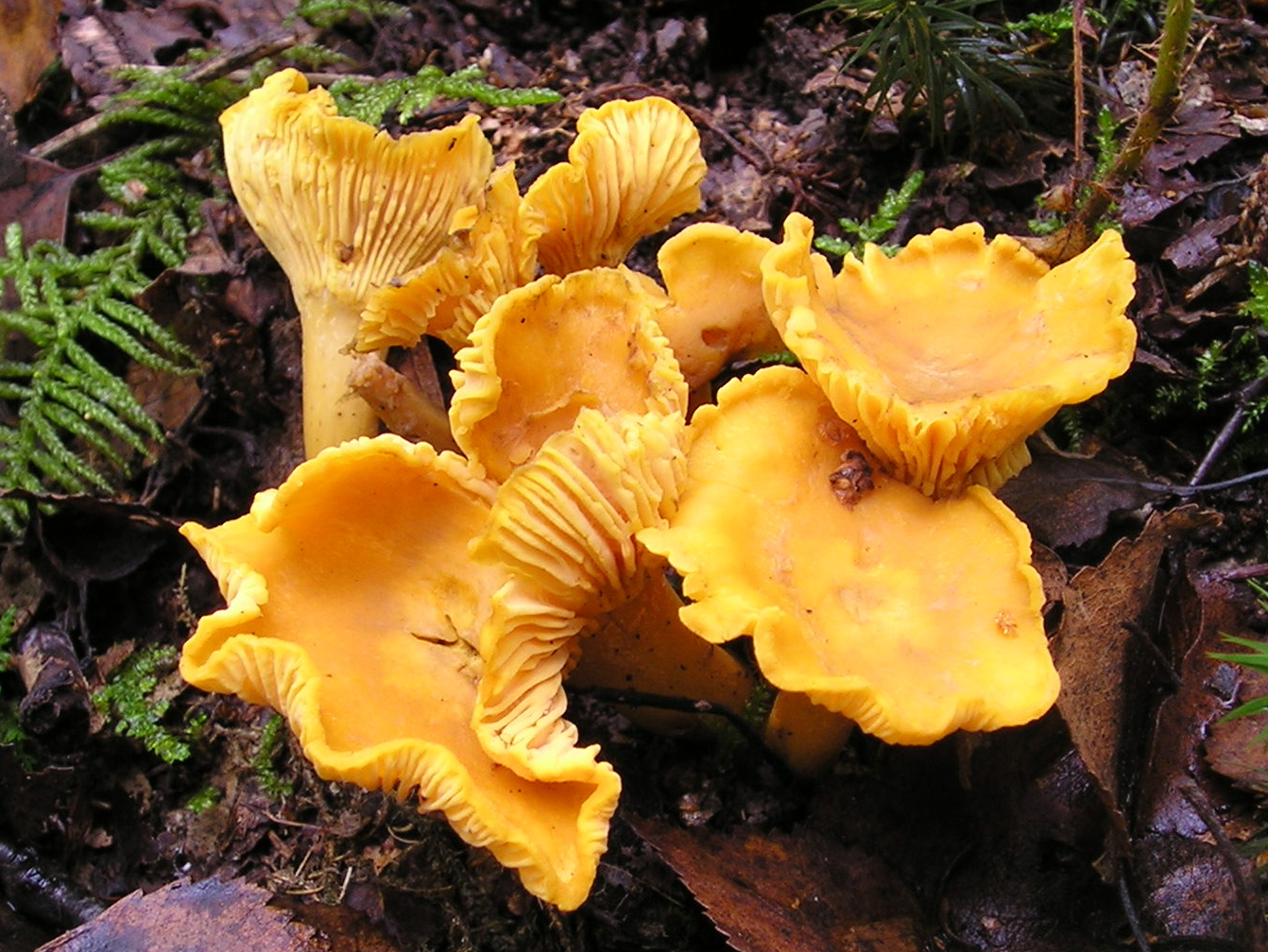
Cantharellus cibarius thường được trồng gần cây bạch dương

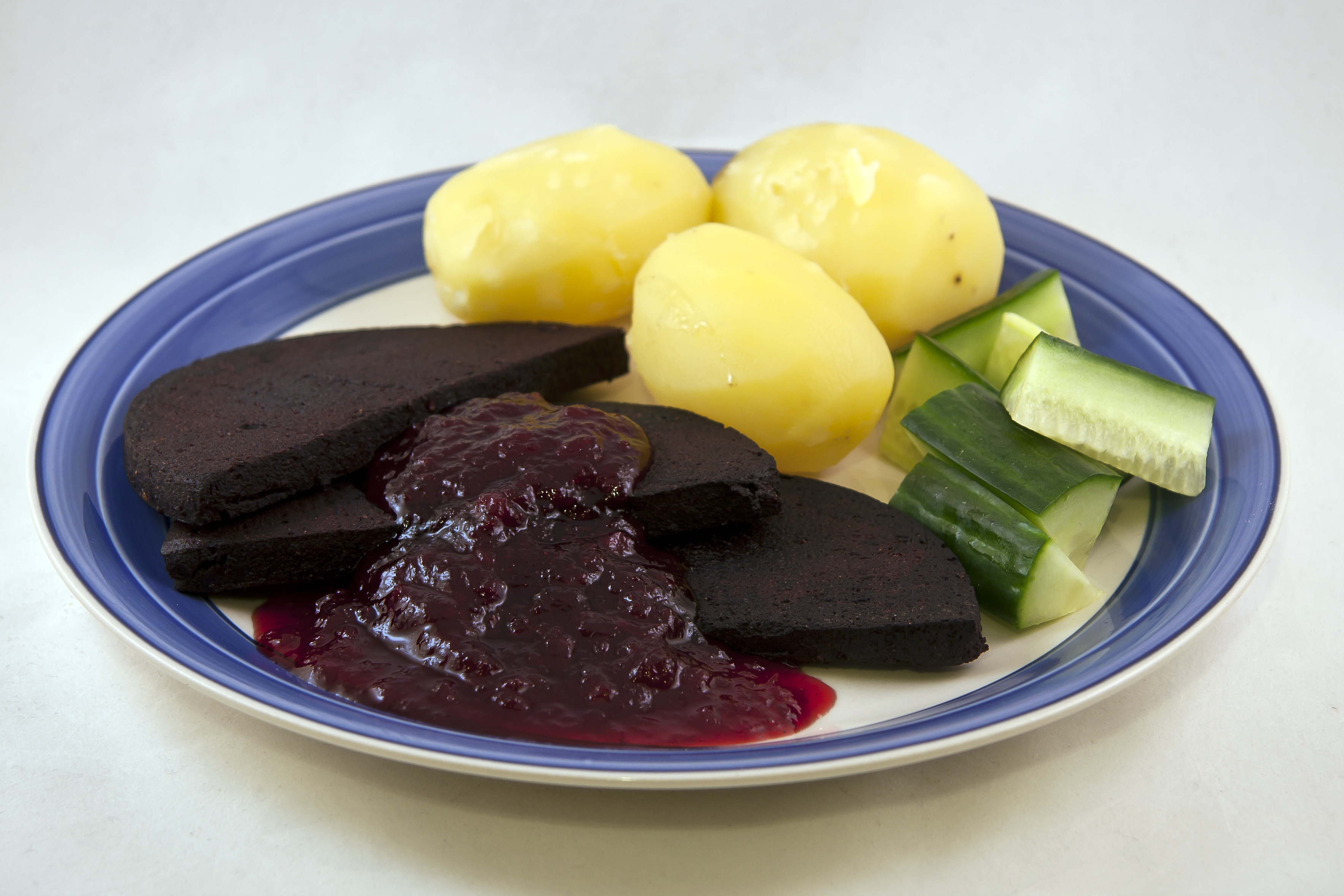
Pudding đen từ Thụy Điển

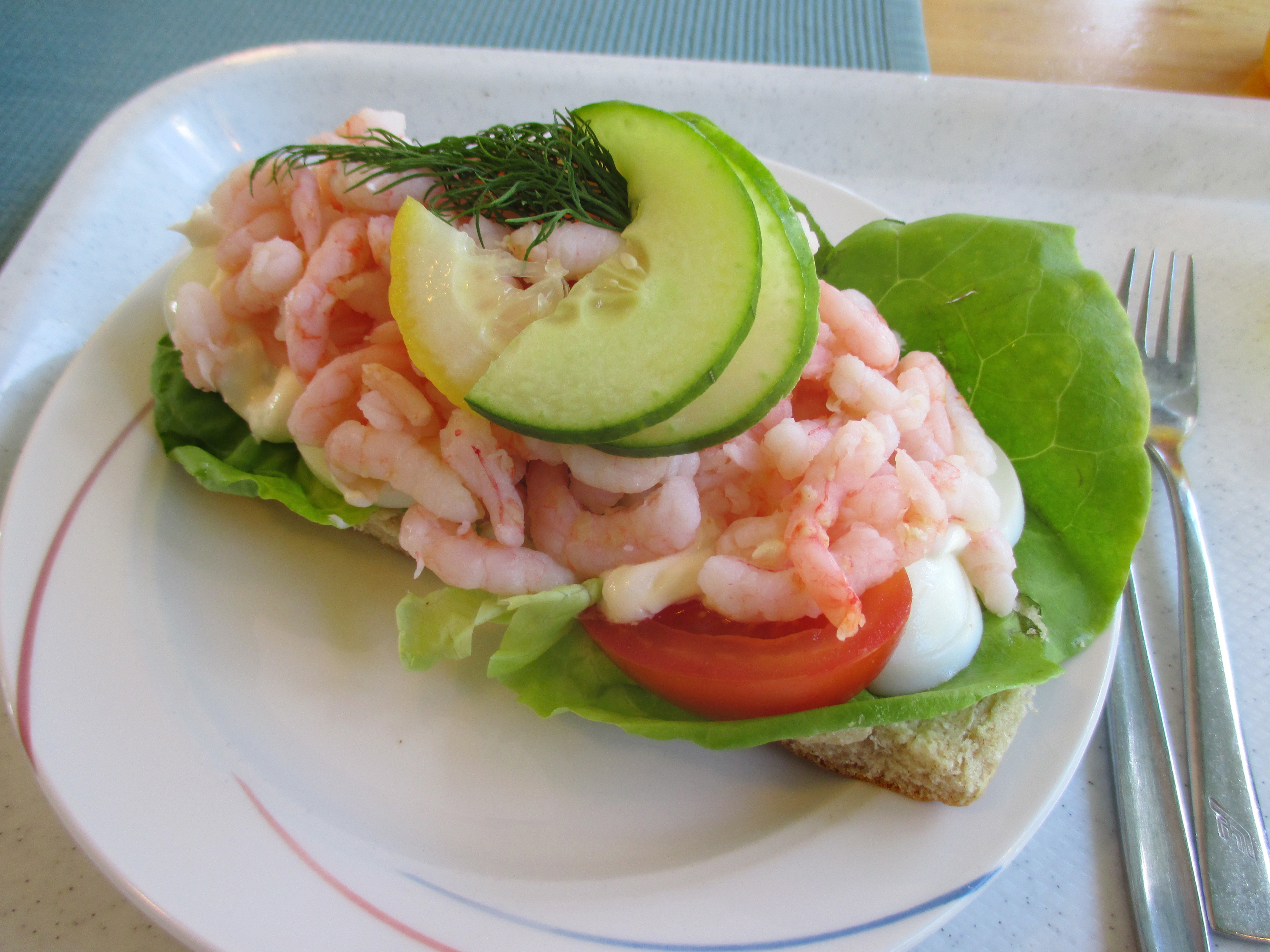
Bánh kẹp tôm Thụy Điển

| TIếng Thụy Điển                    | Tiếng Việt                         | Định nghĩa |
| ---------------------------------- | ---------------------------------- | --- |
| Ärtsoppa                           | Ärtsoppa                           | Súp đậu Hà Lan vàng. |
| Blåbärspalt                        | Blåbärspalt                        | Dumpling với việt quất xanh. |
| Blodpalt                           | Blodpalt                           | Dumpling từ tiết canh |
| Blodpudding                        | Pudding đen                        | Tên tiếng Thụy Điển nghĩa đen là "pudding máu". Được làm ngọt và tẩm gia vị, thường được ăn với mứt vaccinium vitis-idaea và đôi khi với thịt muối. |
| Blodkorv                           | Dồi                                | Ngoài tiết canh lợn, các nguyên liệu còn lại bao gồm bột mì, thịt lợn, nho khô và gia vị. |
| Bruna bönor och fläsk              | Bruna bönor och fläsk              | Một món Thụy Điển cơ bản bao gồm thịt lợn với món đậu nâu hầm. |
| Falukorv                           | Falukorv                           | Xúc xích to và dày, bắt nguồn từ Falun. |
| Fiskbullar                         | Fiskbullar                         | Cá viên, làm từ cá trắng xay. |
| Fläskkorv                          | Fläskkorv                          | Xúc xích, thịt lợn. |
| Fläskpannkaka                      | Fläskpannkaka                      | Một loại bánh kếp dày với thịt thái, nướng trong lò. |
| Flygande Jacob                     | Flygande Jacob                     | Casserole từ gà với chuối, lạc, và thịt muối. Được phát minh trong những năm 1970. |
| Gravlax                            | Gravlax                            | Cá hồi ướp muối với muối, đường và rau thơm. |
| Grisfötter                         | Grisfötter                         | Móng giò với rödbetor. |
| Inkokt lax                         | Inkokt lax                         | Cá hồi luộc, với hành tây và cà rốt hỗn hợp nước, giấm, muối, đường, và một số loại gia vị khác. Thường được dùng lạnh, thường với mayonnaise trộn thì là và chanh.                                                                                                |
| Inlagd sill                        | Inlagd sill                        | Cá trích muối bằng axít axêtic, nước, đường, gia vị, hành tây đỏ, cà rốt và muối. |
| Isterband                          | Isterband                          | Xúc xích, từ Småland, làm từ thịt xay thô, lúa mạch và khoai tây. Nó được chế biến bằng cách lên men hoặc hun khói nhẹ. Phương pháp nấu ăn này tạo ra hương vị đặc trưng. Theo truyền thống người ta thường ăn nó với khoai tây và củ dền muối hầm với thì là.     |
| Janssons frestelse                 | Janssons frestelse                 | Casserole khoai tây làm với khoai tây, hành tây, "cá cơm" và kem sữa; loại cá được sử dụng thường là cá trích cơm. |
| Julskinka                          | Julskinka                          | Giăm bông ướp muối, luộc và tẩm bột với mù tạt, vụn bánh mì và trứng, còn gọi là giăm bông Giáng Sinh. Là món ăn Giáng Sinh của Thụy Điển tương tự như gà tây. |
| Kåldolmar                          | Kåldolmar                          | Bắp cải cuộn. Là biến thể kiểu Thụy Điển của món dolma của Thụy Điển, có nguồn gốc từ khi Charles XII quay về Thụy Điển từ Đế quốc Ottoman. |
| Kalops                             | Kalops                             | Thịt hầm với hành tây, rau và gia vị. |
| Köttbullar                         | Köttbullar                         | Thịt viên từ thịt viên chặt với rau thơm, thường dùng với khoai tây nghiền và đồ muối. |
| Korv Stroganoff                    | Korv Stroganoff                    | Xúc xích thái nhỏ dùng với xốt kem cà chua, một biến thể rẻ tiền hơn của món Bò Stroganoff của Thụy Điển. |
| Köttsoppa med klimp                | Köttsoppa med klimp                | Súp, làm từ thịt bò và rau củ, dùng với klimp, một loại dumpling đặc trưng của Thụy Điển. |
| Kroppkakor                         | Kroppkakor                         | Dumpling làm với khoai luộc và thịt. |
| Leverpalt                          | Leverpalt                          | Dumpling với gan. |
| Lutfisk                            | Lutfisk                            | Món ăn làm từ cá khô. |
| Palt                               | Palt                               | Dumpling làm với khoai sống và thịt lợn. |
| Paltbröd                           | Paltbröd                           | Một loại tunnbröd nướng với tiết canh. Theo truyền thống được dùng với xốt trắng với lợn rán. |
| Pannkakor                          | Pannkakor                          | Một loại bánh kếp rán trong loại chảo rán thường. Trong một số vùng ở Thụy Điển tất cả các loại bánh kếp được gọi là "plättar". |
| Pitepalt                           | Pitepalt                           | Dumpling từ Piteå. |
| Plättar                            | Plättar                            | "Plätt" là loại bánh kếp nhỏ, thường được làm trong "plättlagg", một loại chảo loại chảo rán nhỏ thường đủ chỗ để rán cùng lúc vài cái bánh kếp, thường là bảy, hoặc nhỏ hơn (thường có đường kính 10 cm) là mười cái. Xem Pannkakor                               |
| Pölsa                              | Pölsa                              | Giống với món thịt băm hoặc haggis của Scotland bằng không có vỏ. |
| Prinskorv                          | Prinskorv                          | Xúc xích nhỏ, kiểu hot dog. |
| Pyttipanna                         | Pyttipanna                         | Hỗn hợp thịt chặt và rán, hành tây, khoai luộc trước, thường được chế biến từ đồ ăn thừa. Các nguyên liệu khác cũng được thêm vào, như là xúc xích, thịt muối và kể cả cá hồi (thay vì thịt).                                                                      |
| Raggmunk                           | Raggmunk                           | Bánh kếp khoai tây. Thường được ăn với mứt vaccinium vitis-idaea và đôi khi là thịt lợn ba chỉ thái. |
| Rotmos med fläsk                   | Rotmos med fläsk                   | Rau củ nghiền, thường là củ cải Thụy Điển, cà rốt và đôi khi có cả khoai tây, thịt thăn. |
| Räksmörgås                         | Räksmörgås                         | Bánh kẹp mở với tôm, trứng và mayonnaise. Xà lách, cà chua hoăc dưa chuột thường được thêm vào, và thường được phủ bên trên với chanh và thì là. |
| Sillsalat                          | Salad cá trích                     | Một món salad kiểu Nga làm với cá trích muối, khoai tây luộc, củ cải đường luộc, hành tây sống thái, thì là tươi, và kem chua. |
| Smörgåstårta                       | Bánh kẹp                           | Giống như một loại bánh kẹp nhiều tầng. Nó có nhiều loại nhân và đồ phủ khác nhau. |
| Stekt fläsk med löksås och potatis | Stekt fläsk med löksås och potatis | Thịt lợn với xốt hành tây và khoai tây. |
| Stekt strömming                    | Cá trích rán.                      | Cá trích tươi phi lê, cá được lột da, nấu với thì là, muối, tiêu xay và vụn bánh mì, sau có rán vàng với bơ. Người ta thường ăn nó với khoai tây nghiền và mứt vaccinium vitis-idaea. Rất khác với surströmming.                                                   |
| Surströmming                       | Cá trích Baltic lên men            | Vì được lên men, Surströmming có mùi mạnh và hương vị độc đáo. |
| Sylta                              | Giò thủ kiểu Thụy Điển             | Làm từ thịt đầu lợn chặt nhỏ với gelatin từ sọ lợn và các gia vị để tạo thành khối và để lạnh để gelatin đông lại. Các nguyên liệu khác đôi khi được trộn vào ví dụ như bê. Món này còn được viết đếm là Pressylta và theo truyền thuyến được dùng vào Giáng Sinh. |
| Wallenbergare                      | Wallenbergare                      | Chả bê xay, kem, lòng đỏ trứng phủ với vụn bánh mì. |

### Hải sản
Có một số loại phút và hải sản giới hạn là một phần quan trọgn của ẩm thực Thụy Điển. Cá hồi nuôi từ Na Uy đang trở nên phổ biến hơn. và cá trích muối, ngọt, inlagd sill, là món khai vị truyền thống nhất của Thụy Điển. Tôm và tôm hùm là đặc sản của vùng bờ biển Skagerrak. Surströmming là món cá trích Baltic lên men mà có mùi hắc nên có cả người ghét và thích.

## Bánh và đồ ngọt

### Đồ ngọt

#### Kẹo

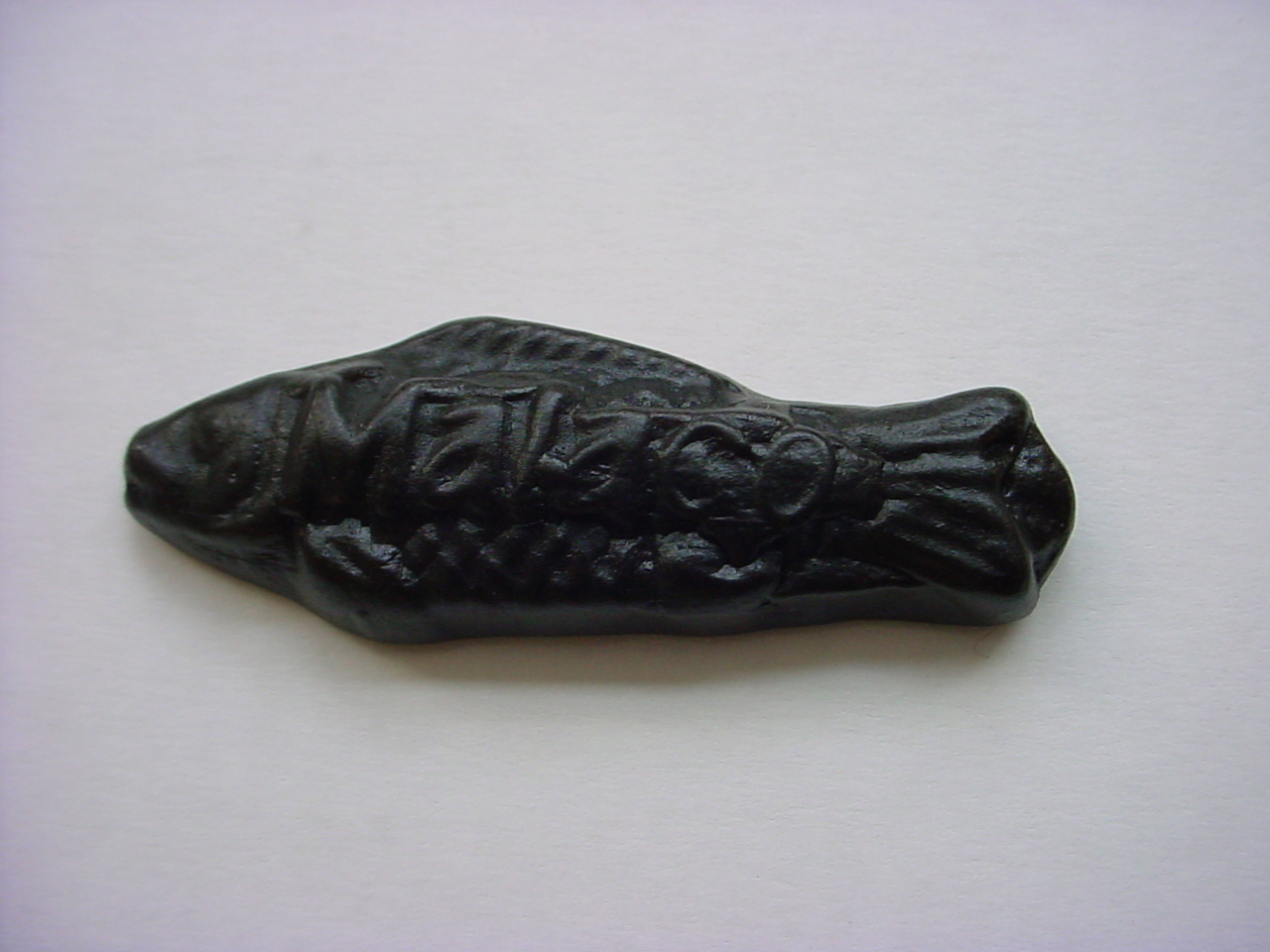
Cá gelatin cam thảo mặn, một loại kẹo điển hình của Thụy Điển

Các loại kẹo truyền thống khác của Thụy Điển bao gồm:
| Kẹo            | Định nghĩa |
| -------------- | --- |
| Saltlakrits    | Kẹo cam khảo có hương vị với amoni chloride.                                                                                             |
| Polkagris      | Kẹo que bạc hà truyền thống từ Gränna, cũng có thêm các hương vị khác.                                                                   |
| Ahlgrens bilar | Kẹo marshmallow có hình ô tô. Được tiếp thị là "loại ô tô được mua nhiều nhất của Thụy Điển" (tiếng Thụy Điển: Sveriges mest köpta bil). |
| Sockerbitar    | Giống như một kiểu marshmallow vuông, dai.                                                                                               |
| Geléhallon     | Một loại kẹo gelatin. |
| Daim           | Trước đây được gọi là Dime ở Anh Quốc.                                                                                                   |

## Đồ uống

### Đồ uống ngọt

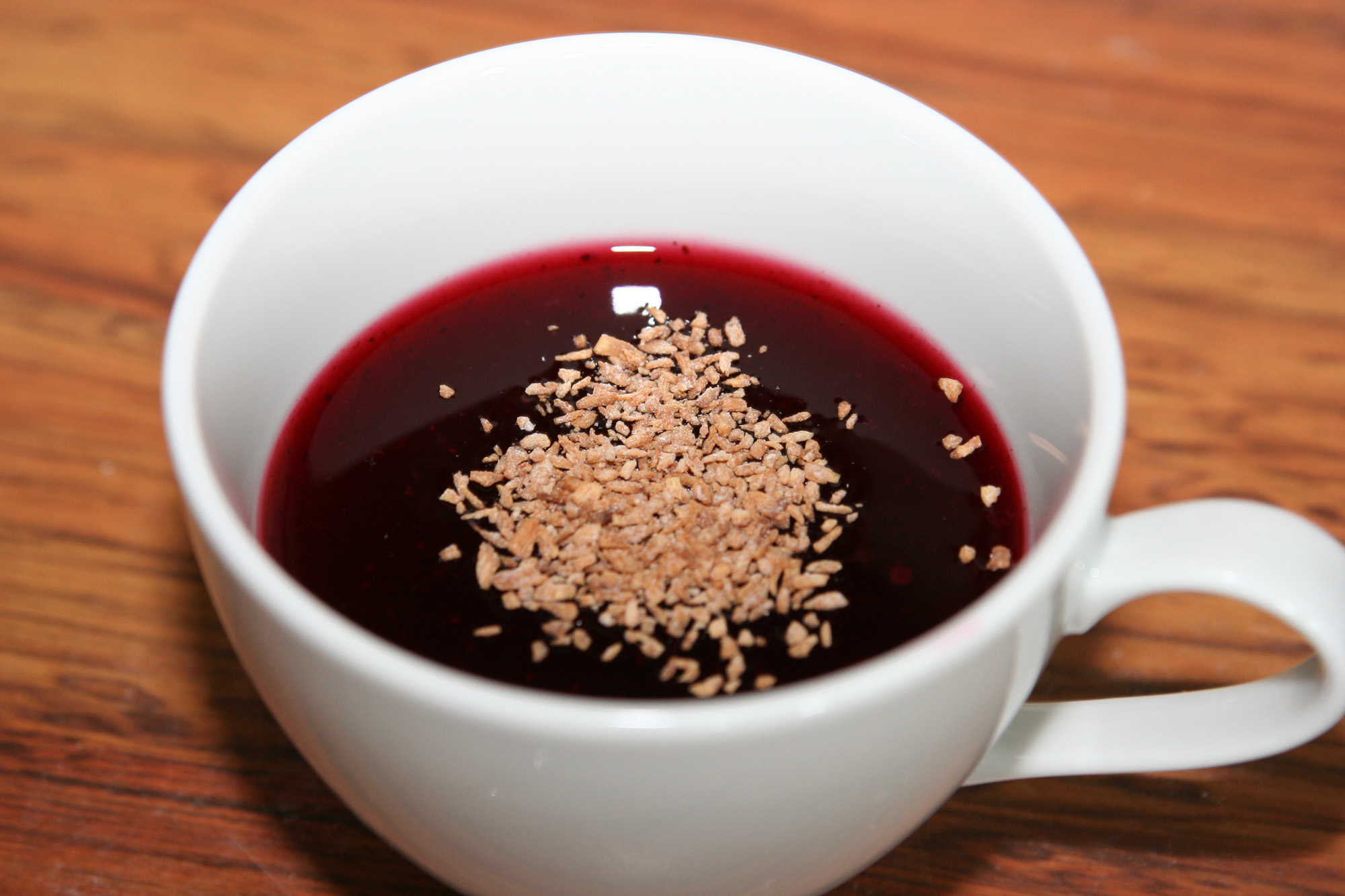
Một cốc súp việt quất xanh, (blåbärssoppa) phủ với ngũ cốc

| Tiếng Thụy Điển | Tiếng Việt        | Định nghĩa                                                           |
| --------------- | ----------------- | -------------------------------------------------------------------- |
| Blåbärssoppa    | Blåbärssoppa      | Súp hoăc đồ uống ngọt làm từ việt quất đen, dùng nóng hoặc lạnh      |
| Enbärsdricka    | Enbärsdricka      | Đồ ngọt từ việt quất juniper                                         |
| Sockerdricka    | "Nước uống đường" | Nước uống chua ngọt (có ga)                                          |
| Fruktsoda       | Fruktsoda         | Nước ngọt từ chanh truyền thống (có ga)                              |
| Champis         | Champis           | nước ngọt hoặc rượu vang (có ga)                                     |
| Pommac          |                   | nước ngọt hoặc rượu vang (có ga)                                     |
| Trocadero       | Trocadero         | Nước ngọy với vị táo hoặc cam, có nguồn gốc từ bắc Thụy Điển         |
| Julmust         | Julmust           | Nước ngọt có ga theo mùa (jul nghĩa là Giáng Sinh ở tiếng Thụy Điển) |
| Lingondricka    | Lingondricka      | Nước vaccinium vitis-idaea                                           |
| Nyponsoppa      | Nyponsoppa        | Súp nụ tầm xuân                                                      |

### Súp hoa quả

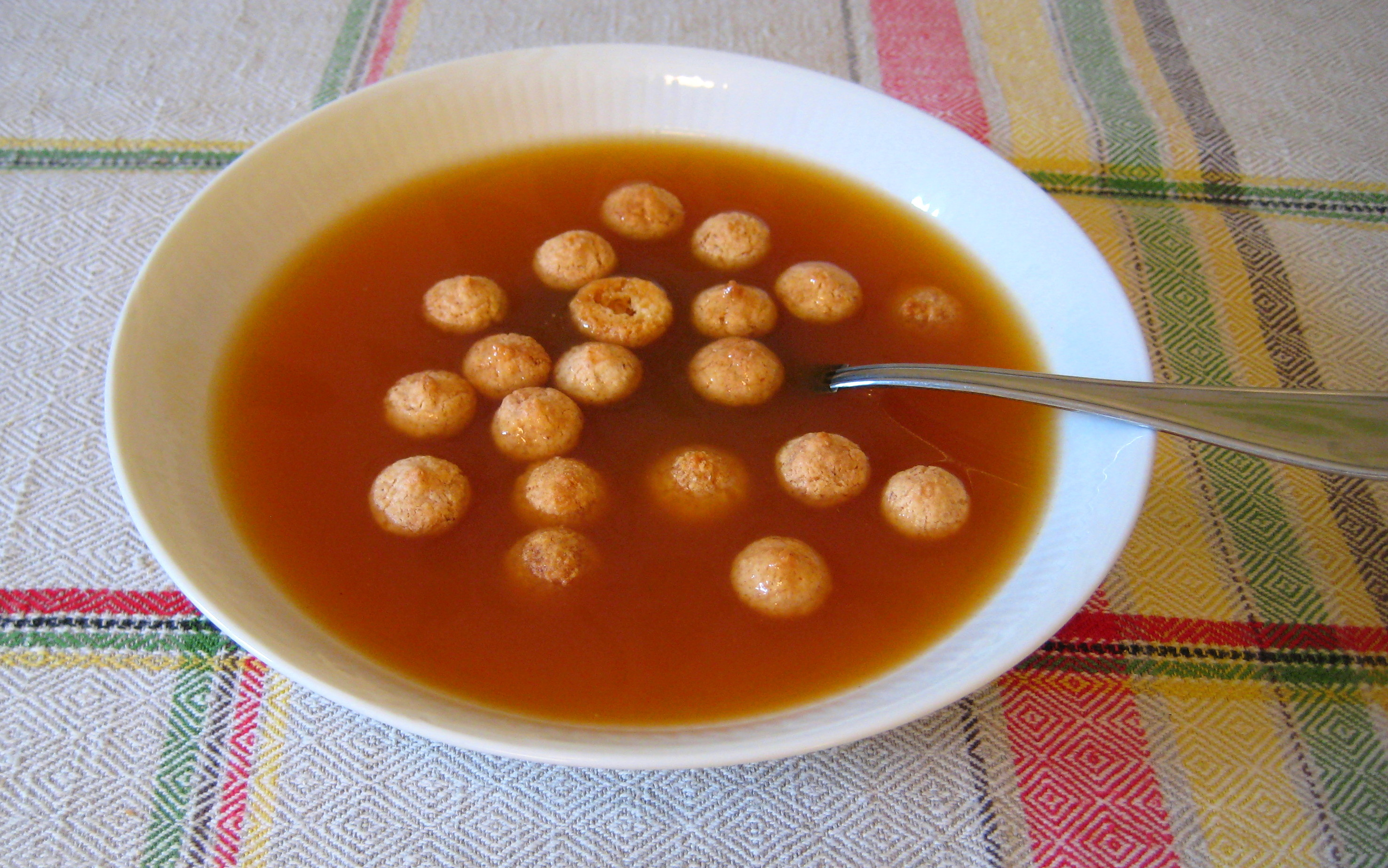
Súp nụ tầm xuân

Người Thụy Điển thường ăn súp hoa quả, đặc biệt là súp nụ tầm xuân và súp việt quất đen nóng vào mùa đông